# Nowe Wojcieszyce
Nowe Wojcieszyce – część wsi Wojcieszyce w Polsce, położona w województwie świętokrzyskim, w powiecie sandomierskim, w gminie Łoniów, należy do sołectwa Wojcieszyce.
W latach 1975–1998 Nowe Wojcieszyce należały administracyjnie do województwa tarnobrzeskiego.